# Xanthoparmelia vicariella
Xanthoparmelia vicariella är en lavart som beskrevs av Elix & Kantvilas. Xanthoparmelia vicariella ingår i släktet Xanthoparmelia och familjen Parmeliaceae.   Inga underarter finns listade i Catalogue of Life.